# Barraudius
Barraudius é um subgénero do Género Culex, pertencente à família Culicidae.